# 대륜E&S
대륜E&S는 서울특별시 북부 권역의 도시가스 공급 업체이다. 한진중공업그룹의 계열사이므로, 도시가스 공급 권역은 서울특별시 노원구, 도봉구, 성북구, 강북구를 비롯한, 경기도 의정부시, 양주시, 동두천시, 연천군까지 독점 공급하고 있다.

## 본점 및 지점 현황
- 본점: 서울특별시 노원구 덕릉로70길 54 (상계동)
- 의정부지점(경기북부): 경기도 의정부시 민락로 244-6 (민락동)